# Мамерк Емилий Мамерцин
Мамерк Емилий Мамерцин (на латински: Mamercus Aemilius Mamercinus) или Мамерк (Марк) Емилий Мацерин (на латински: Mamercus Aemilius Macerinus) e консулски военен трибун през 438 пр.н.е. Неговите колеги са Луций Юлий Юл и Луций Квинкций Цинцинат (син).
През 437 пр.н.е. е диктатор, като негов magister equitum е Луций Квинкций Цинцинат. Той се бие с град Фидена. Негов легат е Марк Фабий Вибулан.
През 433 пр.н.е. той е за втори път диктатор с magister equitum Авъл Постумий Туберт. През 426 пр.н.е. е за трети път диктатор с Авъл Корнелий Кос за негов magister equitum.